# Лелуш Ламперуж
Лелуш Ламперуж (яп. ルルーシュ・ランペルージ Руру:сю Рампэру:дзи) — главный герой аниме-франшизы Code Geass.

## История создания
Лелуш был нарисован известной группой мангак CLAMP. Окава Нанасэ, главный художник CLAMP, говорила, что она представляла Лелуша в таком образе, который любой мог бы назвать «крутым», буквально, «красивым». Но ещё раньше был создан альтер эго Лелуша — Зеро. CLAMP хотели создать ему такую маску, которая не была бы похожа ни на одну маску из всех работ студии Sunrise.
Главный дизайнер персонажей CLAMP Мокона признавалась, что при создании дизайна она не думала о Лелуше и Судзаку как об отдельных персонажах, но как о неразлучной паре.
В целом создатели во многих моментах отошли от своего первоначального замысла. Согласно изначальной задумке, Ролон должен был быть родным братом Лелуша (сыном Марианны ви Британия от другого отца), поэтому его внешность задумывалась как «нечто среднее между Лелушем и Наналли». Кроме того, изначально предполагалось, что Лелуш и Зеро будут двумя разными персонажами.

## Награды
На первой церемонии Seiyu Awards, которая прошла в 2007 году, Дзюн Фукуяма получил премию в номинации «Лучшая мужская роль первого плана» за озвучивание Лелуша. В 2009 году Фукуяма получил на Seiyu Awards «Премию зарубежных поклонников» за «прекрасное озвучивание Лелуша Ламперужа… которое произвело сильное впечатление даже на зарубежных фанатов». Кроме того, в том же году за озвучивание этого же персонажа он получил премию «Tokyo Anime Awards» в категории «Лучший актёр озвучивания».
В 2006, 2007, 2008 годах Лелуш получил премию «Anime Grand Prix» журнала «Animage» в номинации «самый популярный мужской персонаж». В 2008 году «Общество продвижения японской анимации» («Society for the Promotion of Japanese Animation») на международном фестивале аниме «Tokyo International Anime Fair» присудило Лелушу 4-е место в номинации «Лучший мужской персонаж». Лелуш занимает 23-ю строчку в списке 25 лучших персонажей аниме по версии IGN.

## Биография

### До сериала
По ходу сюжета выясняется, что Лелуш — сын императора Британии и императрицы Марианны ви Британия, следовательно, он является членом королевской семьи. Его настоящее имя Лелуш ви Британия (яп. ルルーシュ・ヴィ・ブリタニア Руру:сю Би Буританиа). Он одиннадцатый принц и семнадцатый наследник трона (до убийства матери). Лелуш обвиняет своего отца в том, что тот не смог защитить его мать. Лелуш отказывается от престолонаследия, и император ссылает его в Японию, делая Лелуша политическим заложником в разгоревшемся конфликте из-за сакурадайта.
Лелуш жил в доме премьер-министра Японии, где встретил своего лучшего друга — Судзаку Куруруги. Судзаку хотел жениться на Наналли, но Лелуш решил это дело по-другому. Он отдал ему нечто неизвестное, и свадьба была отменена. После того, как британцы захватили японские шахты с сакурадайтом, Лелуш расстался с Судзаку, и они вместе с Нанналли нашли помощь в семье Эшфорд — союзников их матери.

### Первый сезон
Лелуш Ламперуж — студент академии Эшфорд и вице-президент студенческого совета. Живёт вместе со своей младшей сестрой Наналли в доме студенческого совета.
Он очень хорошо играет в шахматы. В первой серии мы узнаём о его новом рекорде: мат за 8 минут 32 секунды.
Семнадцатилетний Лелуш случайно попадает в разборку между британскими солдатами и японскими террористами. Террористы похитили секретное британское оружие — капсулу с ядовитым газом. Из-за этой встречи Лелуш воссоединяется со своим другом детства — Судзаку Куруруги, служившим в британских войсках. Они вместе находят в капсуле вместо ядовитого газа зеленоволосую девушку. В это время приходят остальные солдаты. Судзаку якобы погибает от выстрела, пытаясь защитить Лелуша. Зеленоволосая девушка (как оказалось позднее, её звали C.C.) хватает его за руку и перемещает в странное пространство. Там она предлагает Лелушу «Силу короля», или Гиасс, проявившийся у Лелуша в качестве силы, навязывающей полное подчинение. Позже он использует Гиасс, чтобы убить солдат. После этого Лелуш начнёт восстание против Священной Британской Империи и убьёт своего родного брата Кловиса ла Британия, перед этим получив от того информацию о смерти матери Марианны ви Британия.
Истинная цель Лелуша — отомстить отцу, Императору Священной Британской Империи, за смерть матери, и создать лучший мир, где Наналли сможет жить счастливо.
После того, когда Евфимия ли Британия объявила район горы Фудзияма Особым Административным Регионом Японии, существование Ордена Чёрных Рыцарей висело на волоске. Зеро прибывает на церемонию открытия, в закрытой комнате даёт Евфимии пистолет и велит ей пристрелить его. По его словам, после этого поднимется бунт среди японцев, и Евфи будут обвинять как убийцу лидера восстания. В это время Гиасс Лелуша выходит из-под его контроля, и он случайно даёт Евфи команду убить всех японцев, после чего та отдаёт британским солдатам приказ, и на церемонии начинается кровавая резня. Лелушу приходится убить Евфимию. Позже Лелуш решает провернуть всё случившееся в свою пользу. Используя возникшую ненависть японцев к британцам, Лелуш начинает решающую битву против Генерал-губернатора Корнелии ли Британия. Сначала успех был на стороне Ордена. Лелуш с помощью Дарлтона смог ранить Корнелию и использовал на ней Гиасс, чтобы узнать правду об убийстве Марианны. Но Корнелия рассказывает ему о своей непричастности к смерти его матери, а также тот факт, что Марианна сама отозвала охрану в день своей смерти, и что Шнайзель эль Британия после её смерти забрал тело. Лелуш хочет использовать Корнелию как заложника, но в это время появляется Джеремия Готтвальд и мешает Лелушу.
После этого С.С. сообщает ему, что его сестру похитил таинственный V.V., и Лелуш срывается искать её, оставляя поле битвы. Когда Лелуш и С.С. прибывают на остров Каминедзима, они попадают в ловушку. Там Лелуш видит воспоминания С.С.. После того, как они выбираются из ловушки, на них снова нападает Джеремия. С.С. велит Лелушу отправляться на поиски Наналли, намереваясь в одиночку расправиться со врагом, и дарит ему поцелуй. Когда Лелуш попадает во внутренний храм, его настигают Судзаку и Карен. Судзаку стреляет в маску Лелуша, она раскалывается пополам и, падая, открывает его лицо. Лелуш предлагает Судзаку перемирие, основываясь на том, что ему нужно найти сестру. Разъярённый Судзаку отвергает его предложение, кричит, что Лелуш предал мир и сам был предан им, что его существование — ошибка. Лелуш достаёт пистолет и они одновременно производят выстрел. Лелуш попадает Судзаку в радионаушник, а Судзаку выбивает у него пистолет, после чего бросается на обезоруженного Лелуша. В конце концов, Судзаку приволок принца к императору. Тот с помощью Гиасса стирает из памяти сына воспоминания о семье и личности Зеро и внушает ему новые, фальшивые.

### Второй сезон
После того, как император изменил воспоминания Лелуша, прошёл год. По новым воспоминаниям Лелуш, как обычно, учится в академии и является вице-президентом студенческого совета, но теперь у него вместо сестры есть брат — Ролон Ламперуж. Когда Лелуш и Ролон от скуки прибывают в казино, чтобы сыграть на деньги, остатки Ордена Чёрных рыцарей нападают на здание. Британские солдаты вступают с ними в бой. Братья пытаются убежать, но Лелуш падает в пропасть. Его чудом спасает сетка, висящая над нижним этажом. Во время поиска Ролона он встречает C.C., но не узнаёт её. Лелуш хочет подойти к ней, но появившиеся из ниоткуда британские солдаты простреливают девушке сердце. Они также хотят убить и Лелуша, но C.C. внезапно приподнимается и целует его. С помощью этого она возвращает ему все воспоминания. Лелуш вспоминает, кто он есть на самом деле, и с помощью Гиасса убивает солдат.
Лелуш пересоздаёт Орден Чёрных Рыцарей и снова начинает войну против Британии. Он находит себе союзников в Китайской Федерации и с помощью хитрого манёвра на законных основаниях перебрасывает орден на земли Китая. Там он впоследствии создаёт государство Федерация Объединённых Наций, не уступающее Священной Британской Империи.
На территории Китая Лелуш находит возглавляемый V.V. культ Гиасса и уничтожает его. По окончании боя в культ прибывает Император. Убив V.V., от которого он получил гиасс, Чарльз получает его код. Затем Император перемещает Лелуша в Мир Си и показывает ему меч Акаши — оружие для уничтожения бога. Позже они встречают С.С. Император предлагает ей исполнить её желание и убить её. С.С. соглашается. Лелуш же оказывается в мире воспоминаний девушки и узнаёт многое о её прошлом. Вернувшись в Мир Си, Лелуш спасает С.С. от гибели: он кричит ей, что знает её настоящее желание. Вместе они перемещаются в реальный мир. Отчаявшаяся С.С. запечатывает собственный код и теряет память о Гиассе.
Когда погибает Ролон и пропадает Наналли, а орден отворачивается от Лелуша и хочет продать его принцу Шнайзелю в обмен на независимость Японии, принц решает, что ничего его в этом мире больше не держит. Узнав, что Император направляется на остров Каминэ, Лелуш вслед за ним проникает в Мир Си и уничтожает выход, тем самым заперев их обоих и гиасс. Тем не менее, вслед за ними перемещаются Судзаку, С.С., к которой вернулась память, и призрак Марианны, живший всё это время в теле шестого Рыцаря Круга, Ани Альстрейм, благодаря силе Гиасса. Лелуш узнаёт о намерении своих родителей пересоздать мир таким образом, чтобы души всех людей, живых и мёртвых, объединились, и больше никто не смог лгать другому. Но принц не принял их новый мир — завершённый и закрытый мир, в котором нет места будущему, — и использовал гиасс на Коллективном Бессознательном, приказав ему помешать планам Чарльза и Марианны. В результате этого меч Акаши разрушается, родителей Лелуша поглощает Мир Си. С этого момента и далее знак Гиасса отражается в обоих глазах Лелуша при использовании способностей.
Через месяц, на телевизионном выступлении, Лелуш объявляет себя Императором и назначает Судзаку «Нулевым Рыцарем» («Рыцарем Зеро»), высшим в иерархической системе. С помощью Гиасса он заставляет всю свою семью (кроме Шнайзеля и Корнелии, которые не присутствовали на церемонии) признать его законным правителем Британии. Как император, Лелуш даёт указы об упразднении аристократии и даровании свободы нумерованным регионам. Он заявляет, что хочет присоединиться к составу Соединённых Сверхштатов. На обсуждении этого вопроса Лелуша изолируют от всех присутствующих, так как Кагуя опасается, что он может использовать на них гиасс. Она требует ограничить право голоса Британии. В ответ Лелуш берёт в заложники всех членов заседания. В этот момент его планы нарушает Шнайзель, который с помощью мощной бомбы «Фреи» уничтожил Пендрагон, столицу Священной Британской Империи. По видеосвязи он показывает Лелушу Наналли, которая считалась мёртвой. Та заявляет брату, что будет сражаться против него и Судзаку. Во время решающей битвы Лелуш на «Мираже» проникает на «Дамокл», огромную летающую станцию, способную атаковать «Фреями». Полностью предугадав действия Шнайзеля, Лелуш добирается до него и использует на нём гиасс, заставляя его служить Зеро. Использовав Гиасс и на Наналли, Лелуш отбирает у неё ключ к управлению «Дамоклом». Так как больше не осталось никого, кто бы мог противостоять ему, он становится правителем всего мира.
Лелуш организовывает публичную казнь лидеров Ордена Чёрных Рыцарей и представителей Соединённых Сверхштатов. Судзаку в костюме Зеро прилюдно убивает Лелуша, выполнив, таким образом, их план «Реквием по Зеро» и тем самым спасая приговорённых. Направив ненависть всего света на себя, Лелуш своей смертью приносит становление мира на планете. Он умирает, умиротворённый, говоря, что разрушив мир, он тем самым создаст новый. Судзаку же, официально считавшийся к тому времени погибшим, остаётся один, в роли Зеро.

## Зеро
Чтобы создать могущественную армию для войны с Британией, Лелуш надевает чёрную маску с плащом и берёт себе новое имя — Зеро (яп. ゼロ). Ему помогает С.С., которая обосновывается в его доме и становится его союзником. Позже он создаёт Орден Чёрных рыцарей вместе с отрядом Карен. Лелуш готов на всё, чтобы уничтожить Британию, даже использовать людей как приманку. Тем не менее, ему трудно действовать, когда он видит, что близкие ему люди страдают. В конце 23-й серии Лелуш говорит себе: «Прежде чем что-то построить, нужно разрушить. И если мои чувства станут мне преградой, то лучше я избавлюсь от них».

## Силы и навыки

### Гиасс Лелуша
Гиасс Лелуша — сила, навязывающая полное подчинение, позволяющее овладевать разумом, подобно гипнозу. Знак Гиасса расположен в левом глазу (ближе к финалу — в обоих глазах).
Выполняя опыты с гиассом, Лелуш обнаруживает следующее:
- Гиасс срабатывает один раз на одном человеке. Все последующие попытки будут безрезультатны[20].
- Влияние Гиасса связано с психикой и возможностями жертвы: человек не ответит на вопрос, на который не знает ответа[20], человек может пытаться противиться силе гиасса, если приказ для него неприемлем[21][22], жертва не может сделать то, что физически невозможно (в качестве примера обычно приводят то, что приказ «Не умирай!», отданный Лелушем Ширли, не возымел никакого эффекта).
- Косвенного контакта глаза через отражающую поверхность, то есть зеркало, будет достаточно для использования Гиасса[15].
- Гиасс будет работать в пределах 270 метров вокруг владельца.
- Владелец должен давать команды устно. При этом можно давать сложные команды с указанием тех или иных условий активации Гиасса: «Если машина Зеро пойдёт по этому пути, выстрели в спину преследующему его Найтмеру. Далее, если Зеро сбежит, то уничтожь этот Найтмер полностью. Если не сбежит, оставайся на месте и жди» (приказ Лелуша из 4-го эпизода второго сезона).
- Владелец может использовать Гиасс на стольких людей, на скольких он захочет, при условии выполнения вышеуказанных правил.
- Владелец может использовать Гиасс на себе[23].
- Жертва потеряет все воспоминания, связанные с периодом воздействия Гиасса[24], но со временем часть из потерянных воспоминаний может «всплыть».

Лелуш может повторно применить Гиасс на человеке, с которого Гиасс был снят разрушителем Гиасса Джеремии Готтвальда. Например, в эпизоде 13 второго сезона видно, что после приказа Лелуша в глазах Ширли появился красный ободок, что свидетельствует о том, что Гиасс подействовал на девушке во второй раз за сериал.

### Интеллект
Даже без Гиасса Лелуш — достойный оппонент. Он умён, обладает интеллектом гения, способен создавать и прорабатывать стратегии в реальном времени с небывалой скоростью и точностью — это многократно демонстрирует сериал. Лелуш в 1-м сезоне заявляет С.С. о своей решимости выступить против Британии, даже если бы он не обладал Гиассом. В аудиодрамах Судзаку говорит о придуманной в детстве Лелушем секретной азбуке, содержащей свыше 500 слов. В 17-й серии Лелуш доказывает свои тактические способности, предсказывая действия «Ланселота». В 14-й серии, когда Мао называет имя С.С., Лелуш делает догадки о 14 возможных вариантах личности Мао, включая правильную.

### Физическая сила
Физически Лелуш развит слабо. В 6-й серии Лелуш не может угнаться за подготовленным в армии Судзаку во время гонки за котом. Таким же Лелуш представляется и в манге: он пытается повторить акробатический трюк Судзаку, но падает лицом в землю. В начале второго сезона дважды демонстрируется неспособность Лелуша бегать на длинные дистанции. Несмотря на это, он обладает многими необычными навыками.

## Костюм
В основе костюма императора Лелуша лежит мотив Гиасса (изображение глаза). Головной убор был добавлен, чтобы придать объёма верхней части рисунка, так как «простая причёска проигрывала объёмному костюму». Круг на маске Зеро связан с именем персонажа.

## Критика
Многие критики обращают внимание на неоднозначность образа главного героя, являющегося, по сути, главным преступником в сериале. «Лелуша ни в каком смысле нельзя назвать „героем“… Благородны у него цели, но никак не средства», — пишет о нём THEM Anime Reviews. «В конкурсе на самую безумную улыбку Лелуш мог бы соперничать с Лайтом из „Тетради смерти“», — говорит про Лелуша обозреватель «Мира Фантастики», сравнивая его с главным героем другого аниме, где протагонист был главным злодеем и убийцей. Карл Кимлингер из Anime News Network резко критикует Лелуша, называя его «мерзавцем, полным спеси». IGN же сочувствует главному герою из-за того, что «его взлёты и падения — почти по Шекспиру… собственная гордость и самонадеянность затуманивает ему разум, и он упускает то, что действительно важно».
С другой стороны, для многих персонажей главный герой является не террористом, но символом борьбы за свободу (в сериале он даже назван «мессией»), и Лелуш искренне верит в свои идеалы, в то, что ради создания нового мира нужно разрушить старый. Именно об этом пишет представитель «АниМага» в своей статье, добавляя: «…авторы не стали делать из Лелуша „законченного“ злодея — он подвержен эмоциям, способен на любовь, иногда непоследователен в своих поступках. Он совершает зло, но ему горько, когда приходится так поступать». Обозреватель IGN подчёркивает, что Лелуш — «хладнокровный убийца, которого нам всё равно хочется любить — его двигает нечто большее, чем безумие и эго, и в этом его отличие от такого персонажа, как Лайт Ягами» (сравнение Лелуша с Лайтом можно встретить во многих рецензиях). Он же называет Лелуша персонажем с «лицом смазливого подростка и душой графа Монте-Кристо».
Марк Сомбилло из Anime News Network проводит параллель между Code Geass, «Тетрадью смерти» и «Меланхолией Харухи Судзумии» в том плане, что все три истории обладают общей особенностью: главные герои в них имеют способности, выходящие за рамки того, что до этого другие авторы осмеливались давать своим героям.
Нередко внимание критиков привлекает и вклад Фукуямы Дзюна, неоднократно награждавшегося за озвучивание Лелуша Ламперужа. Марк Маршалл из Akemi’s Anime World говорит, что японская озвучка великолепна, а Лелуш Фукуямы Дзюна «делает» шоу. Карл Кимлингер из Anime News Network также пишет, что английская озвучка персонажа тоже неплоха, но по сравнению с «аморальным монстром Фукуямы» кажется немного блёклой.